# Brockford Street
Brockford Street är en by i Suffolk i England. Byn nämndes i Domedagsboken (Domesday Book) år 1086, och kallades då Brocfort.